# Park City (Montana)
Park City è un census-designated place (CDP) degli Stati Uniti d'America, situato nello stato del Montana, nella contea di Stillwater.